# The Silent Avenger (film, 1920)
Pour les articles homonymes, voir The Silent Avenger.
Pour plus de détails, voir Fiche technique et Distribution.
The Silent Avenger est un film muet américain en 15 épisodes réalisé par William Duncan, sorti en 1920.

## Fiche technique
- Titre : The Silent Avenger
- Titre alternatif : For Love and Honor
- Réalisation : William Duncan
- Scénario : Charles Graham Baker, William B. Courtney, Cleveland Moffett, Albert E. Smith
- Photographie :
- Producteurs :
- Société de production : Vitagraph Company of America
- Distribution : Vitagraph Company of America
- Langue : film muet avec les intertitres en anglais
- Format : Noir et blanc — 35 mm — 1,33:1 — Muet
- Genre : Aventure et action
- Durée : 300 minutes (15 épisodes de 20 minutes)
- Dates de sortie : 
  - États-Unis : du 20 avril 1920 (épisode 1) au 27 juillet 1920 (épisode 15)

## Distribution
- William Duncan : Phil Read
- Edith Johnson : Helen Durham
- Jack Richardson : Irving Somers
- Virginia Nightingale : Francine
- Ernest Shields : Jack Durham
- Willis Robards :
- Willis S. Smith : John Durham